# Ferdinand Schwarz (Orgelbauer)

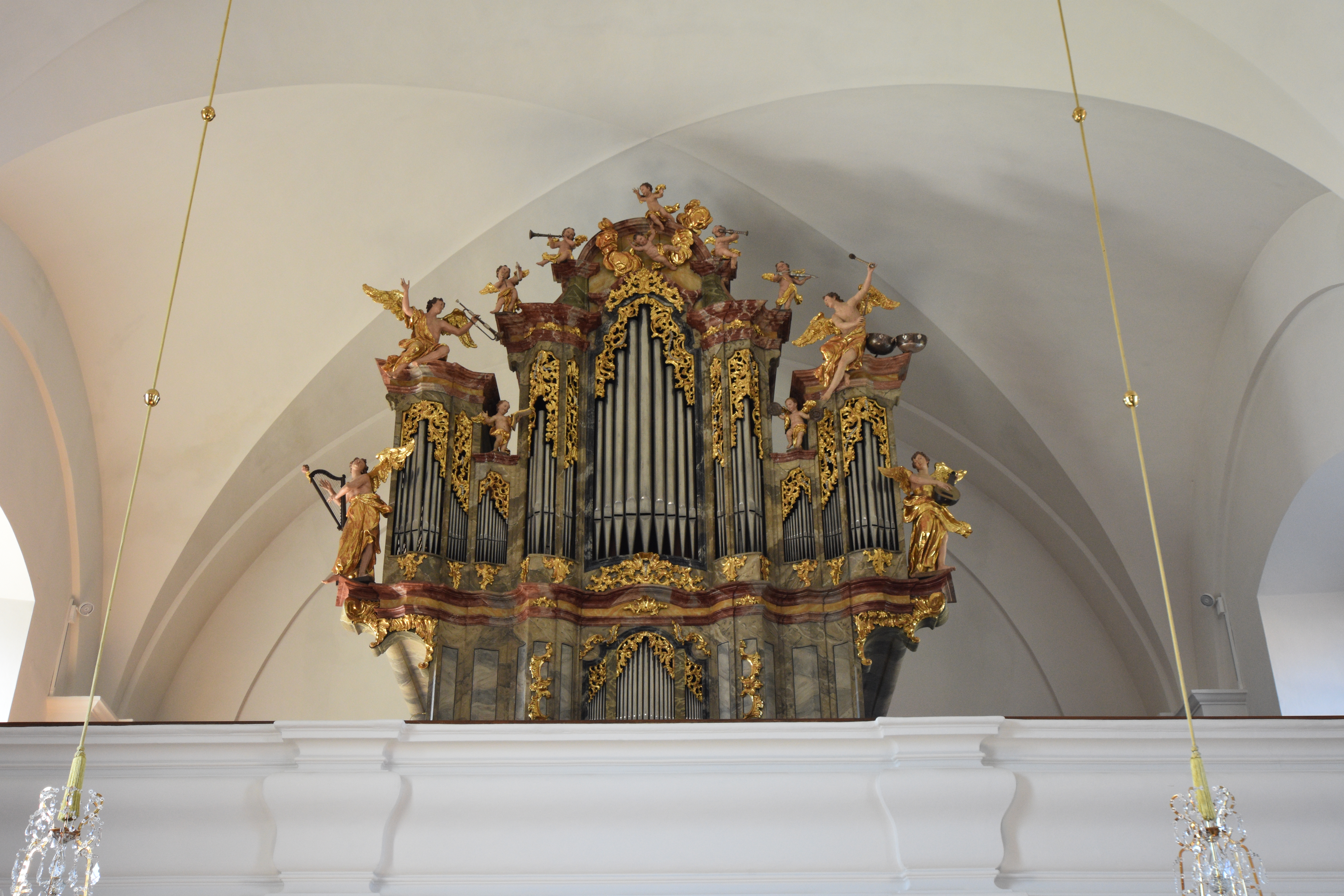
Pfarrkirche Birkfeld

Ferdinand Schwarz (* Anfang 18. Jahrhundert in Graz; † ca. 1773 ebenda) war ein österreichischer Orgelbauer.

## Leben
Ferdinand Schwarz führte als Sohn des Orgelbauers Andreas Schwarz († 1734) den väterlichen Orgelbaubetrieb weiter. Sein genaues Geburts- und Sterbedatum konnte bisher in den Pfarrmatriken nicht ermittelt werden. Die von ihm gebauten Orgeln weisen eher Brustwerke als Rückpositive sowie einen seitlichen Spielschrank auf; so prägten sie den Orgelbau in der Steiermark.

## Werkliste
| Jahr     | Opus | Ort                  | Gebäude                      | Bild | Manuale | Register | Bemerkungen                                                                   |
| -------- | ---- | -------------------- | ---------------------------- | ---- | ------- | -------- | ----------------------------------------------------------------------------- |
| ca. 1740 |      | Deutschlandsberg     | St. Ulrich am Ulrichsberg    |      | I       | 5        |                                                                               |
| 1750     |      | Kaindorf b. Hartberg | Pfarrkirche Kaindorf         |      | II/P    | 17       | Gehäuse und Teil der Pfeifen erhalten.                                        |
| 1756     |      | Jobst                | Filialkirche St. Anna, Jobst |      | I/P     | 8        | [ 2 ]                                                                         |
| 1762     |      | Hartberg             | Stadtpfarrkirche (Hartberg)  |      | II/P    | 29       | 1942 Neubau durch Karl Schuke (Berlin) hinter historischem Prospekt (II/P/22) |
| 1765     |      | Birkfeld             | Pfarrkirche Birkfeld         |      | II/P    | 24       | [ 4 ]                                                                         |
| 1765     |      | Straden              | Pfarrkirche Straden          |      | II/P    | 15       |                                                                               |
| 1765     |      | Szentgotthárd        | ehem. Stiftskirche           |      | II/P    | 24       |                                                                               |
| 1767     |      | Koglhof              | Pfarrkirche Koglhof          |      | II/P    | 14       |                                                                               |
| 1769     |      | Gasen                | Pfarrkirche Gasen            |      | I/P     | 10       | 1998 restauriert durch Romano Zölss                                           |
| 1769     |      | Weiz                 | Taborkirche (Weiz)           |      | I/P     | 8        | restauriert 2006 durch Thomas Jann Orgelbau                                   |